# Poneš
Poneš (en serbocroata: Poneš / Понеш) o Ponesh (en albanés: Ponesh) es un pueblo en el municipio de Gnjilane del distrito de Gnjilane de Kosovo.

## Geografía
Poneš está en las laderas que rodean el arroyo Poneško y al pie del Poneška Čuka  

## Historia
En la carta de 1348 del emperador Esteban Dušan, se menciona con el nombre de Poniša o Moravć, con población valaca. En el diario de viaje de Kuripešić de 1530 se menciona con el nombre de Gornji Poneš.
En el censo de 1912, se afirma que hay 54 hogares serbios en la aldea. En la cima de Čuka hay una ciudad en ruinas, llamada Gradište o Kaljaja.

## Demografía
La evolución demográfica de Poneš entre 1948 y 2011 fue la siguiente:
| 889                                                 | 998 | 1197 | 1348 | 1409 | 1352 | 967 |
| (Fuente: Population of Kosovo since Yugoslav times) |     |      |      |      |      |     |

Según el censo de 2011 (boicoteado parcialmente por los serbios), los albaneses representaban el 88,11% de la población (852 personas); y los serbios, el 11,79% (114 personas).En el censo yugoslavo de 1961, los serbios eran 57,39% de la población local y los albaneses, el 42,52%.